# Ermida de Nossa Senhora do Pilar (Algoz)
A Ermida de Nossa Senhora do Pilar (Algoz) localiza-se em Algoz, no Município de Silves. Está classificada como Imóvel de Interesse Público desde 1993. O edifício é composto por um nave, capela-mor e uma pequena sacristia. A sua construção é barroca (século XVII) contudo terão existido construções antecedentes.
O templo é dedicado ao orago da freguesia de Algoz, Nossa Senhora do Pilar.
Actualmente o edifício, propriedade da igreja encontra-se com graves problemas de degradação apesar dos esforços da comunidade através do grupo Amigos da Ermida de Nossa Senhora do Pilar criado em 2016.

## Lenda
Diz a lenda que a imagem de Nossa senhora terá aparecido no outeiro onde actualmente se encontra a ermida. De cada vez que a povoação a levava para a igreja matriz esta voltava miraculosamente para o local original. A população compreendendo o desejo de Nossa Senhora cedeu e construiu a ermida para receber e cultuar a imagem de Nossa Senhora do Pilar no respectivo local.